# World Championship Wrestling
Het World Championship Wrestling (WCW) is een voormalige Amerikaanse promotie voor professioneel worstelen, die bestond tussen 1988 en 2001.
De organisatie begon als regionale promotie van de National Wrestling Alliance onder de noemer Jim Crockett Promotions met als uitvalsbasis Atlanta (Georgia). In 1988 nam Ted Turner met zijn Turner Broadcasting System de organisatie over en veranderde de naam naar World Championship Wrestling. Gedurende zijn dertienjarig bestaan groeide het WCW uit tot een van de meest toonaangevende en meest succesvolle federaties in de branche. Midden jaren negentig vocht het samen met de toenmalige World Wrestling Federation om de kijkcijfers in de zogenoemde Monday Night Wars. Onder de leiding van General Manager Eric Bischoff wist WCW met innovatieve concepten als de nWo lange tijd de koppositie in de markt te behouden. Talloze problemen leidden echter tot de teloorgang van de organisatie, zodat de promotie in 2001 door aartsrivaal Vince McMahon werd opgekocht. De WWF gebruikte WCW nog in een verhaallijn tot november 2001, waarna het bedrijf op de boekenplank terechtkwam.
Tegenwoordig wordt WCW slechts nog gebruikt door WWE voor oude beelden, met name voor WWE 24/7, waar elke maand beelden van vroeger te zien zijn van meerdere worstelpromoties die nu onderdeel van WWE zijn. WCW wordt ook nog vaak genoemd in verhaallijnen of televisieshows, omdat het een zware stempel heeft achtergelaten op het gebied van het professioneel worstelen.

## Geschiedenis

### NWA en Jim Crockett Promotions
Rond 1986 was het Jim Crockett Jr. gelukt om belangrijke worstelpromoties van de National Wrestling Alliance onder zijn controle te krijgen, onder de naam Jim Crockett Promotions (JCP). Hij liet deze facties samensmelten en de georganiseerde eenheid noemde hij NWA World Championship Wrestling. Een vurige concurrentiestrijd met Vince McMahons World Wrestling Federation ontstond en de twee bedrijven probeerden elkaar op elk moment dwars te zitten in hun strijd om de beste televisiedeals.
In datzelfde jaar slaagde Jim Crockett Jr. erin om Heart of America Sports Attractions (HASA) op te kopen. HASA bezat de rechten om worstelshows in enkele centrale staten als Kansas, Missouri en Iowa te promoten. Deze organisatie was bij de meeste fans bekend als NWA Central States en had een eigen televisieshow met de naam All Star Wrestling. Een jaar later, in 1987, vervolgde Crockett zijn allesoverheersende koopdrift met de aanschaf van Florida Championship Wrestling en Universal Wrestling Federation, die met name actief waren in Oklahoma, Mississippi, Arkansas, Texas en Louisiana. Beide promoties werden onderdeel van JCP, hoewel de UWF geen lid van de NWA was.
Ondertussen gebeurde er van alles bij en met de NWA. World Class Championship Wrestling uit Texas verliet de NWA in 1986 en voegde zich later bij Jerry Lawler's Championship Wrestling Alliance uit Memphis. Hieruit werd de nieuwe United States Wrestling Assosiation geboren. Het succesvolle NWA-territorium Portland werd bankroet verklaard en de NWA kwam in serieuze problemen. Jim Crockett Promotions bleek de laatste stabiele vesting van de NWA en was ook het enige lid dat televisiezendtijd bezat. Hierdoor begonnen een hoop mensen te denken dat World Championship Wrestling de NWA wás. Hoewel de twee verschillende bedrijven waren, maakte Crockett, als eigenaar van JCP en voorzitter van de NWA, dankbaar gebruik van de situatie. De National Wrestling Alliance was niet meer dan een organisatie op papier en Jim Crockett Promotions had de rechten om de naam en de kampioenschappen van de NWA te gebruiken.
Het bleek echter dat het houden van een nationale worstelorganisatie een hoop geld kostte. Crockett bevond zich in dezelfde penibele situatie als de WWF in de beginjaren van 1980. Door zijn grote aankopen had de promotie grote schulden en was het succes van de hele federatie afhankelijk van enkele pay-per-views. Crockett deed zijn uiterste best om PPV's als Starrcade '87, als antwoord op WWF's WrestleMania, aan de man te brengen. Helaas konden zowel Starrcade als Bunkhouse Stampede niet voldoende geld binnenhalen om de promotie draaiende te houden.

## Het Tijdperk van Eric Bischoff
Afgezien van het feit dat WCW soms geweldige technische en atletische worstelactie leverde, lukte het toch niet om zoveel geld te verdienen als de WWF. De creativiteit van het product daalde zichtbaar van 1992 tot 1993, onder leiding van Jim Herd en opeenvolgend dat van Bill Watts. Naar het einde van 1993 toe kwamen de eerste tekenen van herstel toen de voormalige commentator en matchplanner voor de American Wrestling Assosiation (AWA) Eric Bischoff, zich bij WCW voegde. Bischoff, in de eerste plaats ingehuurd als tweede commentator naast Jim Ross, nadat de AWA buiten werking trad, was vastberaden om WCW een nieuwe kant op te sturen en zijn visies, confronterende tactieken en zakelijk inzicht maakten indruk op de top van Turners organisatie.
Het tijdperk van Eric Bischoff begon en hij stelde niet teleur. Hij verklaarde openlijk de oorlog aan McMahons WWF in de media en was agressief bezig met het aanschaffen van voormalig belangrijk WWF talent, waaronder Hulk Hogan (die was opgehouden met worstelen en bezig was met de film 'Thunder in Paradise' in de Disney MGM Studios waar Bischoff hem ontmoette en een contract aanbood) en de 'Macho Man' Randy Savage (die niet tevreden was met zijn rol als verslaggever bij de WWF) in 1994. Bischoff's tactieken en Ted Turners enorme (financiële) bronnen bleken een mooie combinatie. Bischoff plaatste zijn vertrouwen in de voormalige WWF sterren, die vaak veel publiek trokken. Het positieve gevolg van de aankoop van deze sterren, was meteen ook de negatieve kant van het verhaal. Aangezien deze sterren een naam hadden gemaakt waren ze ook in de positie bepaalde eisen te stellen die in die tijd bij andere worstelaars nooit waren ingewilligd. Voorbeelden zijn het vastleggen van een lange jaarlijkse zekerheid van werk, multi-miljoenendeals en het recht om zelfs controle te hebben over het televisiekarakter. Dit probleem verergerde naarmate de oorlog met de WWF vorderde en steeds meer worstelaars in de positie kwamen om eisen te gaan stellen. De contrasten tussen de contracten waren vaak enorm. Hogan, als voorbeeld, was een persoonlijke vriend van Eric Bischoff, waardoor zijn invloed ook toenam. Een ander probleem was het feit dat WCW voornamelijk een afwisseling was van de tekenachtige personages van de WWF in de beginjaren 90 voor de fans, maar door het inhuren van oud WWF talent om het succes van de WWF te evenaren, kreeg ook WCW het tekenfilmachtige uiterlijk in plaats van het alternatief te zijn.
Toch bleek dat de aanpak succesvol was, aangezien het eerste grote WCW evenement sinds de aanschaf van Hulk Hogan, Bash at the Beach, de voormalige WWF superster de grote man van WCW in al die jaren, Ric Flair, zag verslaan voor de WCW wereldtitel in een droommatch voor de fans. Het is interessant op te merken dat een match tussen Flair en Hogan eraan zat te komen in de tijd dat Flair voor de WWF werkte, rond 1991 en 1992, maar de grote match voor WrestleMania VIII werd gewijzigd in Flair en Savage tegen Hogan en Sid. WCW gaf dus wel de match en de PPV werd door heel veel mensen gekocht. Het verwachte en gehoopte succes op de lange termijn bleef echter uit. De kijkcijfers en koopkracht bleven op hetzelfde punt hangen. Hogan mocht dan wel een beroemdheid zijn, maar zijn hele stijl leek nog niet zo aan te slaan bij het zuidelijke NWA publiek.
Het management van Turner kreeg dit ook in de gaten en zag dat Bischoffs moedige en daarbij nogal dure aanpak, niet geheel aan de verwachtingen voldeed. In het midden van 1995 riepen ze Bischoff ter verantwoording. Bischoff vroeg om een privé-ontmoeting met Ted Turner en die kreeg hij. Op die vergadering stelde Turner Bischoff de vraag wat er gedaan moest worden om met de WWF te kunnen concurreren. Bischoff trok de stoute schoenen aan en stelde een tv show voor op de avonduren, tussen 20:00 en 22:00, net als de WWF z'n show RAW had (de Saturday Night Show van WCW was te zien op TBS 's zaterdags rond 18:00 uur 's avonds). Turner ging tot ieders verbazing akkoord en die beslissing zou het lot van WCW drastisch veranderen.

## Monday Night War
Bischoffs grootste impact op het landschap van het Amerikaanse pro wrestling was het debuut van de wekelijkse show WCW Monday Nitro, in september 1995. Toen Bischoff aan Ted Turner voorstelde om een show op de avonduren op te zetten, het liefst rechtstreeks tegenover de show van de WWF op maandagavond; RAW, had hij nooit gedacht dat het hem zou lukken. Turner bleek echter onder de indruk van Bischoffs visies en gaf hem een heel uur live zendtijd op TNT. In mei 1996 werd dit naar twee uur gebracht. En in 1998 zelfs naar drie uur. Nitro overlapte RAW grotendeels, wat voor een directe een-tegen-een concurrentie zorgde. Bischoff fungeerde als een commentator, samen met Bobby 'The Brain' Heenan en ex-NFL ster Steve 'Mongo' McMichael.
Vince McMahon was allesbehalve blij met de beslissing die Ted Tuner had gemaakt om rechtstreeks een Nitro uit te zenden op maandagavonden. McMahon was verbitterd, omdat de enige reden dat Turner dit gedaan kon hebben was dat hij de WWF schade wilde toebrengen. Turner en McMahon hadden daarbij een geschiedenis samen: in het begin van de 1980's jaren, was McMahon bezig met het opkopen van lokale worstelorganisaties om zo een nationaal worstel bedrijf op te bouwen. Toen hij Georgia Championship Wrestling opkocht, kwam hij in de positie om een zaterdagavondshow te verzorgen voor Turners TBS zender. Toen de kijkers WTBS opzetten op 14 juli 1984 – een dag die onder worstelfans beter bekend als "Black Saturday" – en WWF tv zagen, in plaats van de worstelaars die ze gewend waren om te zien, ontstond er een stormloop van telefoontjes naar de zender, met de eis dat de NWA terug moest keren. Twee weken later keerde GCW inderdaad terug, zij het op zaterdagmorgen. Turner begon zich te ergeren aan de persoonlijk gedreven opkomst van McMahons product en was kwaad dat McMahon zijn belofte, om geen minder goede worstelaars en matches te laten zien, niet was nagekomen. Daarom keerde Turner zich naar Jim Crockett en gooide hij McMahons programma van de lucht. Crockett mocht de zaterdagavond opvullen met zijn worstelprogrammering. Toen Turner later de Crockett territoria opkocht, belde hij, wat inmiddels historisch is geworden, McMahon persoonlijk om hem het volgende te melden: "Vince, I'm in the rasslin' business!" ("Vince, ik zit in de worstelbranche!")
In 1995 kon Turner, als enige eigenaar van zowel TBS als TNT, Nitro uitzenden waar en wanneer het hem uitkwam. De WWF had echter een deal met het USA Network, waarvan de producers tevreden waren over de vele kijkers die RAW naar hun netwerk voerde, maar tegelijkertijd schuw waren om zich de naam van "worstelkanaal" op de hals te halen. WCW Monday Nitro debuteerde in 1995 live vanuit de Mall of America in Bloomington, Minnesota en sloeg meteen in als een bom, toen de voormalige WWF worstelaar Lex Luger (e op basis van een mondelinge overeenkomst nog voor de WWf werkte, nadat zijn contract was afgelopen) verscheen tijdens een match tussen Sting en Ric Flair. Daarbij was RAW aan de kant geschoven door het US Open Tennis Tournement. De kijkcijfers, de week erna, lieten zien dat Nitro op overtuigende wijze RAW had verslagen, de eerste keer dat Nitro RAW zou verslaan in kijkcijfers. In het eerste jaar van Nitro's bestaan zouden de kijkcijfers tussen RAW en Nitro vaak dicht bij elkaar liggen. Uiteindelijk zou Nitro de kijkcijferoorlog gaan winnen, volgens de Nielsen Ratings, voor 84 opeenvolgende weken tussen 1996 en 1998.
RAW en de WWF in het algemeen waren creatief niet erg sterk tussen 1995 en 1997, waardoor WCW nog sneller naar de top kon schieten. De WWF probeerde tevergeefs terug te vechten. In het begin van 1996 sloegen ze toe met de befaamde "Billionaire Ted" sketches, waarin ze Ted Turner belachelijk maakten, evenals Hogan ("The Huckster"), Savage ("Nacho Man") en Gene Okerlund ("Sceme Gene"), die allemaal voor WCW werkten. Pas toen supersterren als voormalig WCW worstelaar Stone Cold Steve Austin hun opmars maakten en McMahon zijn trots inslikte en Vince Russo, een New York DJ en schrijver voor het WWF Magazine, zijn gang liet aan, kon de WWF weer op poten komen om terug te slaan.
Behalve het opkopen van WWF talent en het uitzenden van Nitro, rechtstreeks tegenover RAW, had Eric Bischoff nog enkele tactieken om zijn concurrentie te verslaan, deze waren lang niet altijd even ethisch verantwoord. In het begin was RAW bijvoorbeeld slechts eenmaal in de drie weken live, de andere shows zouden op diezelfde avond, in dezelfde arena, worden opgenomen. Dit stelde WCW commentatoren in de positie om de resultaten van aankomende RAW shows bekend te maken, zodat mensen niet weg zouden zappen en naar Nitro zouden blijven kijken, wat immers live was. Later, toen de WWF de leiding had genomen in de kijkcijferslag, zou blijken dat deze manoeuvre ook met terugwerkende kracht kon werken. Op 4 januari 1999, kreeg Tony Schiavone de opdracht van Bischoff om de resultaten van RAW bekend te maken. Tony meldde dat Mick Foley (toen onder de naam Mankind)van de WWF het WWF Kampioenschap zou winnen, diezelfde avond op het USA Network. Sarcastisch voegde hij eraan toe: "That'll put a lot of butts in the seats!" ("Dat zal een hoop konten in de stoelen krijgen!"). Ironisch als het was, kwam zijn voorspelling uit, want bijna 600.000 kijkers (volgens de Nielsen Ratings) schakelden meteen om van Nitro naar RAW in enkele seconden. Dit was een duidelijke teken van Foley's harde werk en de groeiende populariteit van de WWF. Zelfs jaren later waren er borden van de fans te zien met daarop: "Mick Foley put my ass in this seat" ("Mick Foley heeft mijn kont op deze stoel gezet"). Een andere vuile truc die Bischoff toepaste, nam plaats toen de WWF Vrouwen Kampioene Alundra Blaze de WWF verliet en als Medusa naar WCW kwam. Ze had de WWF Vrouwen titel nog en wilde deze terugsturen naar de WWF. Bischoff gaf haar opdracht de titel mee te nemen naar Nitro, waar ze hem voor het live publiek in een vuilnisbak gooide!

## Laatste titelhouders

### Onder WCW
| Kampioenschap                           | Kampioen                                                | Datum            | Evenement |
| --------------------------------------- | ------------------------------------------------------- | ---------------- | --------- |
| WCW World Heavyweight Championship      | Booker T                                                | 26 maart 2001    | Nitro     |
| WCW United States Championship          | Booker T                                                | 18 maart 2001    | Greed     |
| WCW World Tag Team Championship         | Natural Born Thrillers (Chuck Palumbo en Sean O'Haire)  | 14 januari 2001  | Sin       |
| WCW Cruiserweight Championship          | "Sugar" Shane Helms                                     | 18 maart 2001    | Greed     |
| WCW World Television Championship       | Jim Duggan                                              | 16 februari 2000 | Thunder   |
| WCW Cruiserweight Tag Team Championship | The Filthy Animals (Billy Kidman and Rey Mysterio, Jr.) | 26 maart 2001    | Nitro     |
| WCW Hardcore Championship               | Meng                                                    | 14 januari 2001  | Sin       |

### Onder WWF
| Kampioenschap                      | Kampioen      | Datum            | Evenement  |
| ---------------------------------- | ------------- | ---------------- | ---------- |
| WCW World Heavyweight Championship | Chris Jericho | 9 december 2001  | Vengeance  |
| WCW United States Championship     | Edge          | 12 november 2001 | RAW        |
| WCW World Tag Team Championship    | Dudley Boyz   | 23 oktober 2001  | SmackDown! |
| WCW Cruiserweight Championship     | Tajiri        | 22 oktober 2001  | RAW        |